# Graphiurus ocularis
Graphiurus ocularis је врста глодара из породице пухова (Gliridae).

## Распрострањење
Ареал врсте је ограничен на једну државу. Јужноафричка Република је једино познато природно станиште врсте.

## Угроженост
Ова врста није угрожена, и наведена је као последња брига јер има широко распрострањење.